# Energia reticular

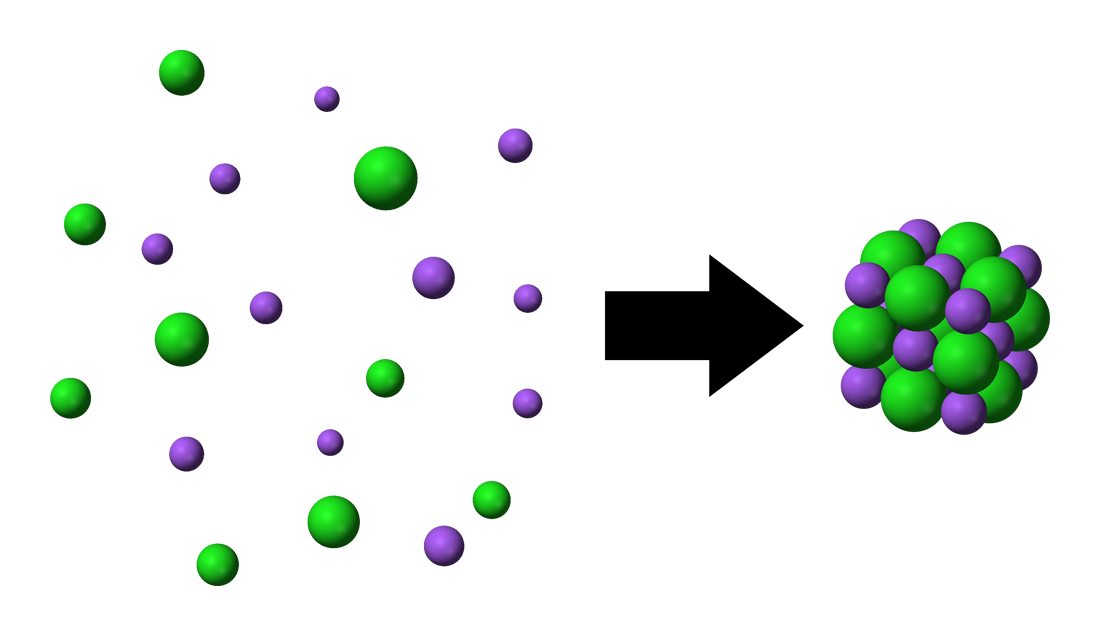
Representació de la formació d'un cristall de clorur de sodi, NaCl, a partir dels anions clorur, Cl^{-} (en verd) i dels cations sodi, Na^{+} (en lila), segons l'equació química:

L'energia reticular, o energia de xarxa, Ur, és l'energia alliberada en formar-se un mol d'un compost iònic sòlid a partir dels seus ions en estat gasós i a distància infinita. El procés es pot representar mitjançant l'equació química:
on Mn+ representa el catió metàl·lic amb n càrregues positives; i Xm– l'anió no metàl·lic amb m càrregues negatives.

## Determinació experimental

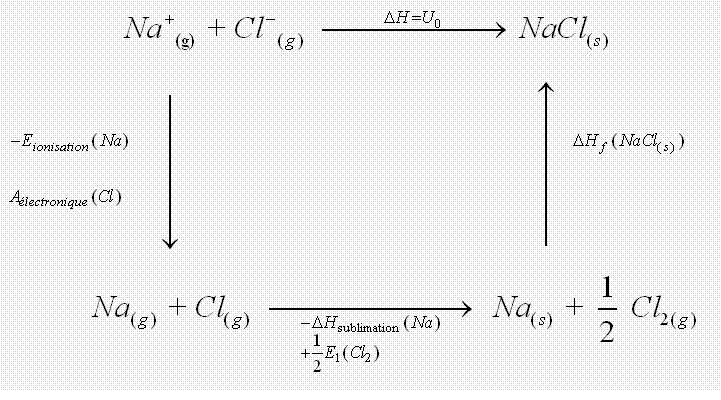
Cicle de Born-Fajans-Haber pel clorur de sodi, NaCl.

No és possible mesurar l'energia reticular directament. Tanmateix, hi ha la possibilitat d'emprar un cicle termodinàmic per obtenir el seu valor mitjançant mesures d'energies d'altres processos que hi estan relacionats (entalpia de formació, energia de sublimació, energia d'ionització, energia de dissociació i afinitat electrònica), a partir del primer principi de la termodinàmica utilitzant la llei de Hess. Com que el camí directe no permet la determinació experimental se segueix un camí alternatiu que passa per diverses etapes, de les quals sí que és possible obtenir-ne dades experimentals, i arribant al mateix punt final.
Aquest cicle s'anomena cicle de Born-Haber, o cicle de Born-Fajans-Haber, i fou proposat el 1919 per dos científics alemanys, el físic Max Born i el químic Fritz Haber, i pel físic i químic polonès Kasimir Fajans, que havien treballat de forma independent, en treballs publicats en el mateix exemplar de la mateixa revista.

## Determinació teòrica

### Energia de Madelung
La força que uneix els ions en un cristall iònic és bàsicament de naturalesa electroestàtica. Les càrregues de diferent signe, és a dir cations i anions, s'aproximen des de l'infinit rebaixant així la seva energia potencial elèctrica, fins que queden en una posició d'equilibri quan les repulsions dels niguls electrònics d'ambdós ions adquireixen més rellevància. En aquesta posició l'energia potencial és mínima i s'anomena energia reticular.
El físic alemany Erwin Madelung, de la Universitat de Göttingen, fou el primer que determinà, el 1918, la component d'atracció electroestàtica d'un conjunt d'ions formant un cristall. Considerà tant les atraccions catió-anió veïns, les més importants, com les atraccions menors catió-anió més llunyanes i, també, les repulsions anió-anió i catió-catió. La fórmula que obtingué, per a un mol, fou: 
on:
- NA = 6,022×1023: Nombre d'Avogadro;
- M : Constant de Madelung, relativa a la geometria de la xarxa cristal·lina;
- z+ : nombre de càrregues positives corresponents al catió;
- z− : nombre de càrregues negatives de l'anió;
- e = 1,6022×10−19 C: Càrrega elemental;
- K0 = 8,99×109 N·m²/C² és el valor de la constant elèctrica en el buit;
- r0 : Distància entre els nuclis atòmics del ions veïns (m);

### Equació de Born-Landé

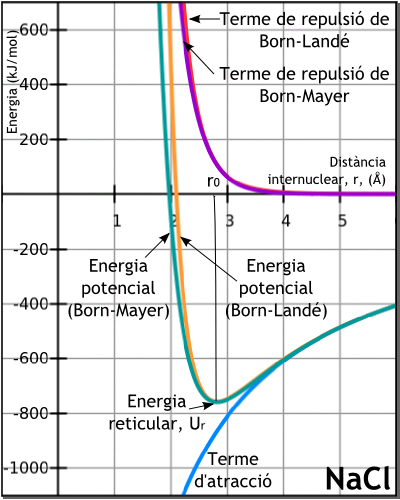
Representació de l'energia potencial de l'enllaç iònic del clorur de sodi. En blau el terme d'atracció electroestàtica, en vermell el terme de repulsió electrònica de l'equació de Born-Landé, en morat el de l'equació de Born-Mayer, en groc l'energia potencial resultant de l'equació de Born-Landé i en verd la de Born-Mayer, amb el mínim corresponent a l'energia reticular per a la distància d'enllaç r_{0}

Els ions atrets per la força electroestàtica haurien de xocar, cosa que no passa en la realitat, i queden separats una certa distància. Això és degut a una força de repulsió que s'oposa a la d'atracció i que només actua a distàncies curtes. Els físics alemanys Max Born i Alfred Landé, de la Universitat de Göttingen, determinaren el 1918 a partir del model atòmic de Bohr i de mesures de compressibilitat de cristalls, que la repulsió produïda pels electrons de les capes externes dels cations i anions veïns era proporcional a {\displaystyle 1/r^{n}} (on r és la separació entre els nuclis atòmics dels ions i n és una constant de compressibilitat), amb la qual cosa l'energia de repulsió entre dos ions pot representar-se per:
i per un mol de parelles d'ions la fórmula és:
on:
- B : és una constant de proporcionalitat.
- NA = 6,022 × 1023 : Nombre d'Avogadro.
- r : és la distància entre els nuclis atòmics dels ions veïns.
- n : és el factor de compressibilitat o exponent de Born, un nombre entre 5 i 14 que depèn de l'estructura electrònica dels ions.

L'equació de l'energia potencial total s'obté sumant el terme d'atracció (energia de Madelung) al terme de repulsió de Born-Landé:
I el valor mínim d'aquesta expressió correspon a l'energia reticular:

### Equació de Born-Mayer
Amb el desenvolupament de la mecànica quàntica Schrödinger creà un nou model atòmic que substituïa al de Bohr, considerant l'electró com una ona. Aquest model atòmic de Schrödinger indicava que les densitats electròniques dels niguls electrònics decauen exponencialment a mesura que la distància al nucli atòmic augmenta. Per la qual cosa la contribució de la repulsió a l'energia reticular també ha de decaure exponencialment, cosa que no s'incloïa a l'equació de Born-Landé. El mateix Max Born i el físic nord-americà Joseph Edward Mayer, de la Universitat de Göttingen, determinaren un nou terme de repulsió el 1932. La forma d'aquesta nova energia potencial de repulsió per a qualsevol radi r l'escriviren en funció del coeficient ρ com una funció exponencial del nombre {\displaystyle {\color {OliveGreen}\mathbf {e} }}:
L'equació de l'energia potencial total s'obté sumant el terme d'atracció (energia de Madelung) al terme de repulsió obtingut per Born-Mayer:
I el valor mínim d'aquesta expressió correspon a l'energia reticular:

### Energia atractiva de van der Waals
L'energia atractiva de van der Waals és petita, però significativa, té la mateixa naturalesa que en els gasos. Contribueixen, principalment, les forces de dispersió de London:
1. El terme d'interacció entre dipols instantanis, de forma {\displaystyle -{\frac {C}{r^{6}}}}. Aquest terme inclou la polarització dels niguls electrònics per part dels ions veïns.
2. El terme dipol-quadrupol, de forma {\displaystyle -{\frac {D}{r^{8}}}}.
3. El terme quadrupol-quadrupol, de forma {\displaystyle -{\frac {F}{r^{10}}}}, i altres superiors.

On C, D i F són constants. Generalment els dos darrers termes són negligibles i només té una importància relativa el primer.

### Influència de la temperatura
A la temperatura de 0 K (-273,15 °C) les vibracions dels ions en els cristalls són quasi negligibles, aquesta energia s'anomena energia del punt zero. A mesura que augmenta, també ho fan les vibracions i la seva energia, per la qual cosa s'ha de considerar en el càlcul de l'energia reticular. El valor de l'energia reticular a T = 0 K se simbolitza per U0, i en aquest cas l'energia de les vibracions és pràcticament zero.